# ピレノキシン
ピレノキシン（英：Pirenoxine（PRX）、商品名Catalin）は白内障の治療および予防に使用される可能性のある薬物である。 
Inorganic Chemistryに掲載された報告によると、ピレノキシンは液体溶液中で、眼の環境を模倣して作られたクリスタリン溶液の濁りを減少させることができた。ピレノキシンは、水晶体白内障の形成要因として証明されているセレナイトやカルシウムイオンと相互作用する。
ピレノキシンはカルシウムを含む溶液の濁りを38％減少させ、セレナイトを含む溶液の濁りを11％減少させる。
「...これらの点眼薬の有用性を証明するような臨床研究はない。カナダとアメリカでは、ホメオパシーとみなされている-おそらく害はないが、保護効果があるかは疑わしい。」